# 18550 Маоїшенг
18550 Маоїшенг (18550 Maoyisheng) — астероїд головного поясу, відкритий 9 січня 1997 року.
Тіссеранів параметр щодо Юпітера — 3,241.